# Torsten Andersson (politiker)
Torsten Andersson, (i riksdagen kallad Andersson i Brämhult), född 9 december 1909 i Borås, död 11 mars 1978 i Borås, var en svensk politiker (Centerpartiet) och chefredaktör. 
Torsten Andersson var chefredaktör för Sjuhäradsbygdens Tidning från 1933. Han var riksdagsledamot i andra kammaren 1953–1956 och i första kammaren 1957–1968, först invald i Älvsborgs läns södra valkrets, den senare perioden invald i Älvsborgs läns valkrets. Han var landshövding i Gotlands län 1968–1974.
Torsten Andersson var en drivande kraft bakom breddningen av Bondeförbundets politik under 1950-talet.